# William Gillan Waddell
William Gillan Waddell (21 avril 1884 - 25 janvier 1945) était un professeur écossais de lettres classiques à l'actuelle Université du Caire.

## Vie
Waddell est né à Neilston, en Écosse. Il était professeur de lettres classiques à l'université Fuad el Awal du Caire, en Égypte (en 1940). Waddell était traducteur de grec ancien et de latin en anglais.

## Ouvrages
- W G Waddell, Selections from Menander, Oxford, Clarendon Press, 1927 (OCLC 5329253)
- W. G. Waddell, The lighter side of the Greek papyri: a talk to the St. Andrew's society, Cairo, Egypt, [Low Fell near Newcastle upon Tyne] : [C.F. Cutter], 1932 (OCLC 4145247)
- Herodotus et W. G. Waddell, Herodotus, book II, London, Methuen & Co., coll. « Methuen's classical texts », 1939 (OCLC 9272920)
- Manetho, Ptolemy et W. G. Waddell, Manetho, vol. 350, Cambridge, Mass., Harvard University Press; Londres, W. Heinemann Ltd., coll. « Loeb classical library », 1940 (ISBN 9780674993853, OCLC 690604)